# More Light
Albums de Primal Scream
Screamadelica Live
(2011)
More Light est le dixième album studio du groupe écossais de rock indépendant Primal Scream sorti le 13 mai 2013 sur le label Ignition Records.

## Liste des chansons
| No  | Titre                      | Durée |
| --- | -------------------------- | ----- |
| 1.  | 2013                       | 9:01  |
| 2.  | River of Pain              | 6:59  |
| 3.  | Culturecide                | 4:36  |
| 4.  | Hit Void                   | 4:10  |
| 5.  | Tenement Kid               | 4:46  |
| 6.  | Invisible City             | 4:41  |
| 7.  | Goodbye Johnny             | 3:29  |
| 8.  | Sideman                    | 3:54  |
| 9.  | Elimination Blues          | 5:47  |
| 10. | Turn Each Other Inside Out | 4:35  |
| 11. | Relativity                 | 7:29  |
| 12. | Walking With the Beast     | 3:58  |
| 13. | It's Alright, It's OK      | 5:09  |